# Bank Cukrownictwa

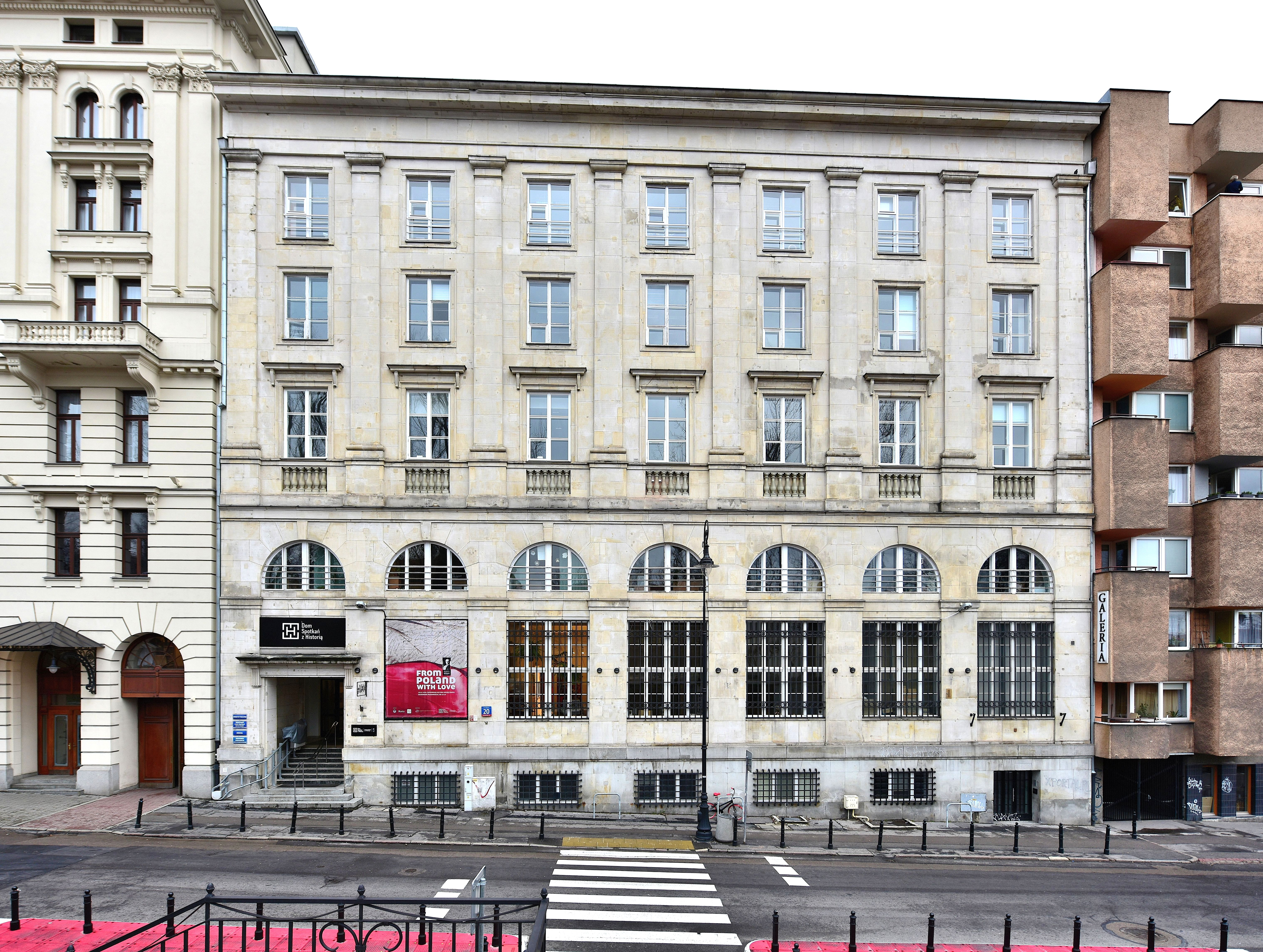
Siedziba oddziału Banku Cukrownictwa przy ul. Karowej 20 w Warszawie

Bank Cukrownictwa – bank działający w Poznaniu w okresie międzywojennym.

## Historia
Został utworzony w 1921 z inicjatywy Związku Zachodniopolskiego Przemysłu Cukrowniczego. Następnie drogą fuzji przejął istniejący od 1886 r. Bank Ziemski, Tow. Akc. Utrzymywał oddziały – we Lwowie, Warszawie i Gdańsku, który po pewnym czasie został przeniesiony do Gdyni. Bank był współwłaścicielem dwóch banków w Wolnym Mieście Gdańsku – Brytyjsko-Polskiego Banku Handlowego S.A. (The British and Polish Trade Bank A.G.) (od 1926), oraz Bałtyckiego Banku Komisyjnego (Baltische Kommissions-Bank) A.G. (od 1934), jak i hotelu Bristol w Warszawie, z udziałem większościowym w latach 1928–1948.
Bank kontynuował działalność w czasie II wojny światowej na terenie Generalnego Gubernatorstwa. W 1946 bank postawiony został w stan likwidacji.

## Siedziba
W 1921 siedziba banku mieściła się przy Starym Rynku 72-73, później na rogu (dzisiejszych) ul. Mielżyńskiego i 27 Grudnia. Na miejscu zburzonego pod koniec II wojny światowej gmachu w latach 1948–1954 powstał dom towarowy „Okrąglak”.
Bank był właścicielem budynku przy ul. Karowej 20 w Warszawie, w którym mieścił się jego stołeczny oddział.

## Prezesi
- 1921-1924 – Alfred Chłapowski
- od 1924 – Józef Żychliński
- 1931-1935 – dr Leopold Hebda